# Alazeja
Alazeja (rusky Алазея, jakutsky Алаһыай) je řeka na severovýchodě Jakutské republiky v Rusku. Je dlouhá 1590 km. Povodí řeky je 64 700 km².

## Průběh toku
Vzniká soutokem zdrojnic Nelkan a Kadylčan na Alazejské pahorkatině. Její koryto je velmi členité. V jejím povodí se nachází přibližně 24 000 nevelkých jezer, takže jezernatost dosahuje 14,4 %. Před ústím do Východosibiřského moře se řeka dělí na několik průtoků., z nichž jsou největší Logaškina a Tyňalkut.

### Přítoky
Největším přítokem je zleva Rossocha.

## Vodní režim
Zdrojem vody jsou sněhové a dešťové srážky. Průměrný roční průtok vody v ústí činí 320 m³/s. Zamrzá na konci září až na začátku října a obvykle promrzá až do dna od poloviny prosince do poloviny května. Na jeho konci nebo na začátku června pak rozmrzá.